# Klimakterium... i już
Klimakterium... i już – polski spektakl komediowy, wystawiany w teatrze "Capitol", w reżyserii Cezarego Domagały, ze scenariuszem Elżbiety Jodłowskiej.

## Opis
Spektakl przedstawia historię czterech kobiet w średnim wieku, przechodzących menopauzę. Ilustruje ich problemy, sposoby jakimi sobie z nimi radzą, w sposób humorystyczny porusza tematykę m.in. operacji plastycznych, romansów i zdrowia.

## Obsada
- Krycha – Ewa Złotowska / Krystyna Sienkiewicz / Małgorzata Gadecka / Ewa Cichocka
- Pamela – Elżbieta Okupska / Elżbieta Jodłowska / Małgorzata Duda / Lidia Stanisławska
- Malina – Elżbieta Jarosik / Iga Cembrzyńska / Ewa Śnieżanka / Jolanta Chełmicka
- Zosia – Grażyna Zielińska / Mirosława Krajewska / Barbara Wrzesińska / Ludmiła Warzecha